# 電脳遊戯クラブ
『電脳遊戯クラブ』（でんのうゆうぎクラブ）は、小笠原真による日本の漫画作品。『週刊少年サンデー』（小学館）にて2009年29号から連載していた。（話数のカウントは「LV[○]」）。2010年51号からは『喝!!ワシが師匠ぜよ!』に改名していたが、2011年10号をもって連載終了した。（話数のカウントは「問題其之○」）。

## 概要
- ゲームクリエイターギャグという、少年漫画としては珍しいジャンルである。専門用語を使う事が時々あるが、その際は随時解説をしている。
- 当初はゲーム製作や有名作品のパロディネタが多かったが、次第にゲームとはあまり関係ない話ばかりになった。
- 『週刊少年サンデー』2010年32号では『サンデー』の3000号記念企画として、AKB48のメンバーが作中に出演した他、作者と秋元康の対談企画が行われた。
- 2010年51号からは師匠が中学生の悩みを解決する内容に変わり、連載当初に出ていた登場人物達は全く出てこなくなった。
  - 同年49号の時点で『電脳遊戯クラブ-喝!!ワシが師匠ぜよ!-』のタイトルとなっていたが、51号では『喝!!ワシが師匠ぜよ!（旧電クラ）』と正式タイトルとサブタイトルが入れ替わった。
  - 単行本第5巻（最終巻）の収録分は全て『喝!!ワシが師匠ぜよ!』に改題後の内容であるが、タイトルは『電脳遊戯クラブ』のまま発行された。ただし、表紙に小さく『喝!!ワシが師匠ぜよ!』と書かれている。

## あらすじ
電脳遊戯クラブ
ある中学校に「電脳遊戯クラブ」という部活がある。そこに所属している姫野アンはゲームを作りたくてそこに入ったが、待っていたのは毎日ゲームをするだけの日々。そんなある日、不思議なエロ少年・源ニシンと出会い彼女の毎日が変わってゆく。
喝!!ワシが師匠ぜよ!!
親のスパルタ教育にウンザリしていた中学生のコミオは、正体不明の謎の男・師匠に助けられる。コミオは師匠のおかげで徐々に親の理解を得て自由に行動できるようになるが、学校や師匠以外の霊など様々な状況で問題に巻き込まれていく。

## 登場人物

### 電脳遊戯クラブ
源ニシン（みなもと ニシン）
「マヨネーズ3姉妹どきどき白書」の製作者・源イッシンの息子。荒垣や他の女子生徒を盗撮していた所を荒垣に見つかって鉄拳制裁を受ける。本当は女子水泳部に（露出度が高いから）入りたかったが女子更衣室の鍵と100円（電脳遊戯クラブの部費で、使うなら電脳遊戯クラブに入らなければならない）の選択を迫られ、クラブに入ることになった。また、女子更衣室の鍵は偽物で実際は電脳遊戯クラブ部室の鍵だった。自分でOSを作成したりと、プログラミングの才能はあるようである。ペチャパイ好き。
姫野アン（ひめの アン）
電脳遊戯クラブの部員。中学1年生。巨乳で、部長によく胸のことを言われる。小さい頃、「マヨネーズ3姉妹どきどき白書」をプレイすることで救われたためゲーム作りを志している。だが、荒垣曰く「プランニング・プログラミング・デザインの全てに才能がない」。「喝!!ワシが師匠ぜよ!!」にも一話だけではあるが登場している。
荒垣ハシラ（あらがき ハシラ）
電脳遊戯クラブの部長。言葉遣いは荒いが、見た目は美人である。プログラミングを出来る人がいなかった為、今までゲームを作らなかった。暴力をふるうことがある。ニシンに「ナイスバディ」と言われている。
パソ子
ニシン自作のOS。擬女子化してあり、喋る。そのため、口頭で伝えるだけで操作できる。関西弁を喋る。ニシンは彼女を信頼しているが、掃除してもらったりすると情報を漏らすことがある。
平良ダイ（たいら ダイ）
エロゲー店の息子で、荒垣の同級生。エロゲーについて詳しい。アン曰く「エロいことをサラっと言う」。3Dの女子には興味がない。彼が着ているエプロンに「浣腸」や「剃毛」の文字があるが、本編ではあまりそれについて触れていない。
美濃又ゲイジ（みのまた ゲイジ）
電脳遊戯クラブの部員。キャラクターデザイン担当。服装は何故か、裸にジャケットと「コンチ」という名前のぬいぐるみを股に挟んでいるだけである。美男子のため、女性にはもてる。
江室ナミエ（えむろ　ナミエ）
鞭々中学校ゲーム部部長。荒垣ハシラとは幼い頃から近所に住んでいてライバル視して何度もゲーム対決をして負けている。巨乳でＭ体質で服のトラブルが多い。密かに源ニシンに好意を抱いている。

### 喝!!ワシが師匠ぜよ!!
師匠（ししょう）
ニシン達やコミオが巻き込まれた様々な問題を解決する謎の男。正体は坂本龍馬の地縛霊で、友人として歴史上の偉人の霊が多数いる。当初はニシン達の悩み解決に協力するも逆に迷惑をかけるキャラであったが、師匠とコミオがメインになってからは最終的に事態を解決する事が多い。
コミオ
アフロヘアーの中学二年生。家族や学校など周囲の大人のせいで様々な悩みや問題に巻き込まれており、その都度、師匠に助けられている。師匠のおかしな言動にツッコミを入れる事が多い。